# ألاتوث
بلدية العَطُش أو ألاتوث (بالإسبانية: Alatoz) هي بلدية تقع في مقاطعة البسيط التابعة لمنطقة قشتالة والمنشف وسط إسبانيا.

## الديموغرافيا
بلغ عدد سكان بلدية العَطُش 604 نسمة عام 2011 (وفقاً للمعهد الوطني الإسباني للإحصاء).
| 683 | 684 | 633 | 603 | 585 | 591 | 604 |